# ワインの糖

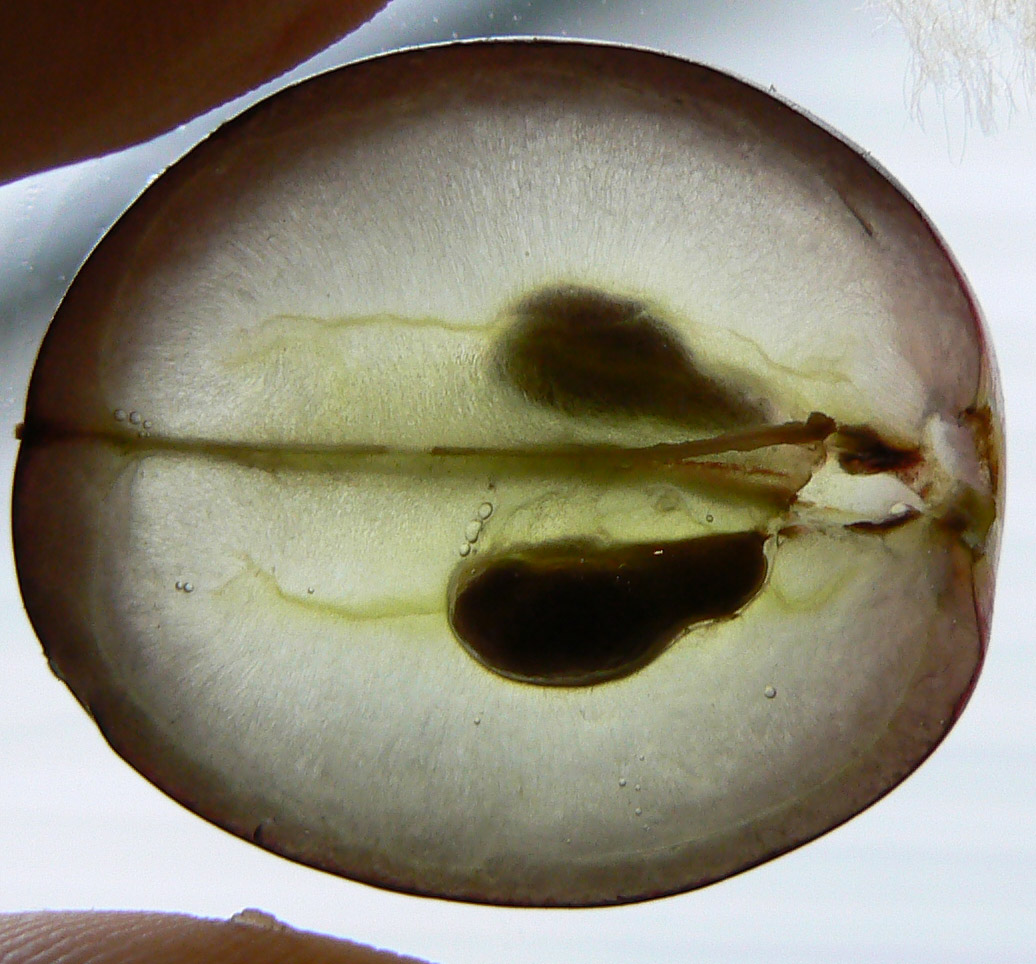
ブドウ中の糖は、水、有機酸、その他の化合物とともにパルプ質に貯蔵される。

ワインは、ワイン用のブドウに含まれる糖によって製造が可能になる。発酵の間に糖は酵母によってエタノールと二酸化炭素に変換される。
ブドウは、葉で光合成により作られたスクロース分子を成長につれて果実に蓄積させる。果実が熟す間、スクロース分子はインベルターゼの作用により、グルコースとフルクトースに加水分解される。収穫時には、15-25%が単糖になっている。グルコースもフルクトースもどちらも六炭糖であるが、炭素数3、4、5、7の糖もブドウ果実中に存在する。発酵後もワイン中に残っているアラビノース、ラムノース、キシロース等の五炭糖の様に、全ての糖が発酵可能なわけではない。アルコール濃度がある程度に達すると、非常に高い濃度の糖で効率的に酵母を殺すことができる。これらの理由から、完全に「ドライ」なワインは存在しない。ワインの最終的なアルコール度数影響を与える糖の役割から、補糖（シャプタリゼーション）と呼ばれる過程で糖（通常はスクロース）を加える醸造家もいる。これは、アルコール度数を高めることが目的であり、補糖によってワインの甘味が増すことはない。

## グルコース
グルコースとフルクトースは、ワイン用のブドウに含まれる主要な糖である。ワイン中では、グルコースはフルクトースほど甘くない。果実が熟し始める段階では、通常、グルコースはフルクトースの5倍以上も多く含まれていくが、フルクトースへの変換が急速に進み、収穫時期にはほぼ同じ量になる。レイトハーベストワインのように過熟させると、フルクトースの方がグルコースより多くなることもある。発酵中には、酵母は最初にグルコースを分解する。グルコースをアグリコンとして結合し、グリコシドを形成することも、ワインの風味に役割を果たしている。

## フルクトース
収穫時期には、果実中のフルクトース量はグルコースとほぼ同じになり、主要な糖となる。ワイン中では、フルクトースはグルコースの約2倍も甘く、デザートワインの甘味の主成分になっている。発酵中は、酵母はグルコースを最初に分解するため、温度管理や酒精強化ワイン用にブランデーを加える等して発酵を途中で中断すると、フルクトースが多く残ることになる。
ズースレゼルヴという手法では、発酵が完了した後に未発酵のムストが加えられるが、発酵を途中で中断したものよりは甘味は少ない。これは、未発酵のムストは、フルクトースとほぼ等量の甘味の少ないグルコースを含んでいるためである。同様に、スクロースを添加する補糖によっても、ワインの甘味はほとんど変化しない。

## スクロース
大部分のワイン中には、スクロースはほとんど存在しない。例外はシャンパンやその他のスパークリングワインで、二次発酵の後にスクロースが添加されることがあり、これはドザージュと呼ばれる。

## テイスティング
ワインのテイスティングでは、苦味や酸味と比べると甘味は感じにくい。大部分の人は、ワイン中の1-2.5%の糖の甘味を感じることができるが、酸やタンニン等の別の味にマスクされてしまうためである。

## フラッシュリリース
フラッシュリリースは、圧搾に用いられる手法である。これにより、含まれる多糖がより多く抽出される。

## その他
酸性糖のグルコン酸もワイン中に見られる。